# وديع العبيد
وديع العبيد لاعب كرة قدم سعودي ، يلعب حارس مرمى في نادي الجبيل.

## مسيرة اللاعب
كانت بداياته مع النهضة و وقع مع نادي النجوم في عام 2016 و وقع مع نادي الوطني عام 2017 و عاد إلى نادي النجوم في عام 2018 و انتقل إلى نادي نجران في عام 2019 و انتقل إلى نادي الخليج في عام 2020 و انتقل إلى نادي الصفا في عام 2022 وانتقل إلى نادي الجبيل في عام 2023.

## روابط خارجية
- وديع العبيد على موقع Soccerway.com (الإنجليزية)